# Persfjorden
Persfjorden (nordsamisk: Biesavuotna) er en fjord på østsiden af Varangerhalvøen i Vardø kommune i Troms og Finnmark fylke i Norge. Fjorden har indløb mellem Seglodden i vest og Prestnæringen i øst, og går  fire kilometer mod sydvest til Persfjord i enden af fjorden.
Persfjord er en bebyggelse som strækker sig fra enden af fjorden og ud langs østsiden. 
Fylkesvej 341 går langs begge sider af fjorden.